# 가장작은땃쥐텐렉
가장작은땃쥐텐렉(Microgale pusilla)은 텐렉과에 속하는 [아프로테리아상목|아프로테리아]] 포유류의 일종이다. 마다가스카르섬의 토착종이다. 자연 서식지는 아열대 또는 열대 기후 지역의 습윤 저지대 숲과 아열대 또는 열대 기후 지역의 습윤 저산대 숲, 습지, 목초지 그리고 관개지 등이다. 서식지 감소로 멸종 위협을 받고 있다.